# Славная компания
«Сла́вная компа́ния» (фр. La belle équipe) — фильм режиссёра Жюльена Дювивье, снятый во Франции в 1936 году. Драма с элементами комедии и музыкального фильма, исполненная в художественной манере поэтического реализма. Критиками и историками кино отмечается аллюзия сюжета на общественную и политическую обстановку во Франции до и после парламентских выборов 1936 года, головокружительный успех, надежды на единение, но скорый развал, который постиг Народный фронт в конце 1930-х годов.

## Сюжет
Компания из четырёх нищих парижских безработных и нелегального иммигранта из числа испанских республиканцев, которому грозит депортация, неожиданно выигрывают в национальную лотерею 100 тысяч франков. По предложению одного из них они выкупают и становятся равноправными владельцами старой таверны в лесу парижского предместья
Шеневьер-сюр-Марн. Кроме кухни и бара, они организуют террасу для танцев и застолий на открытом воздухе. Но единство партнёров в конце концов дает трещину. Возникает взаимная неприязнь между Шарлем (Ванель) и Жаном (Габен), которые влюблены в одну женщину — Джину (Романс), бывшую жену Шарля. Что приводит к краху всего идиллического товарищества и драматической развязке. Правда, режиссёром была подготовлена и вторая концовка: в которой непонимание чудесным образом рассеивается, друзья вместе работают над воплощением своей мечты.

## В ролях
- Жан Габен — Жан
- Шарль Ванель — Шарль
- Раймон Эмо — Раймон
- Вивьен Романс — Джина
- Жак Боме — монсеньор Жюбе
- Марсель Жениа — бабушка
- Раймон Корди — пьяница
- Шарль Гранваль — рабочий

## Художественные особенности и критика
- Рецензия анонимного пользователя на сайте IMDb от 9 апреля 1999 года: «Абсолютный классический шедевр. Жюльен Дювивье работает здесь в своём обычном стиле (все плохо), но выразительнее и интенсивнее. Я видел (фильм) в двух вариантах финала — оптимистическом (не очень интересно) и пессимистическом (очень трудно найти, с немецкими титрами, но этот вариант был ближе Дювивье), второй разрушил все мои надежды на человеческую расу. Вы должны найти второй, послание из старого времени, когда французское кино было лучшим в мире.»[2]
- Илпо Хирвонен (Финляндия), рецензия от 10 декабря 2010 года: «Жюльен Дювивье впервые показывает жалкое существование рабочих… Счастливый поворот событий кажется сюрреалистичным, но происходящее оказывается гораздо более захватывающим. Фильм отражает оптимизм, царящий во Франции того времени: могут ли простые рабочие трудиться на себя, в своих интересах, но на пользу общества? Трудно сказать как считал сам Дювивье, он снял два различных финала: пессимистичный (ответ НЕТ) для буржуазии и оптимистичный (ответ ДА) для пролетариата, второй более известен и популярен в Европе.»[2]
- Анонимный пользователь, отзыв от 5 августа 2002 года: «Левацкие критики утверждали: оптимистический финал (команда успешна) демонстрировался в популярных недорогих кинотеатрах, мрачный (команда разваливается) — в шикарных. Современные критики не согласны. Девювье сделал выбор в пользу пессимистической концовки: другой вариант невозможен, если вы знаете его работы, самые мрачные во французском кино.»[2]
- «Хмельная ода свободному предпринимательству (и Народному фронту), где Габен сыграл одного из пяти безработных, выигравших (деньги) в национальную лотерею и открывших кафе, что повлекло отнюдь не идиллистичнские последствия.»[3]

## Награды
При огромном национальном признании, фильм не имеет наград.